# Metehan Baltacı
Metehan Baltacı (* 3. November 2002 in Istanbul) ist ein türkischer Fußballspieler. Er steht bei Galatasaray Istanbul unter Vertrag.

## Karriere

### Verein
Baltacı kam mit zehn Jahren in die Jugend von Galatasaray Istanbul. Nach acht Jahren in der Jugend der Gelb-Roten, unterschrieb er einen Profivertrag mit einer Laufzeit von zwei Jahren. Im Sommer 2021 wurde Baltacı an Iskenderunspor ausgeliehen. Sein Debüt in der ersten Mannschaft von Galatasaray gab der Abwehrspieler am 19. Oktober 2022 gegen Kastamonuspor im türkischen Pokal. Er wurde in der 73. Spielminute für Emin Bayram eingewechselt.
Während der Saison 2022/23 wechselte Baltacı auf Leihbasis zum Zweitligisten Manisa FK. In der nachfolgenden Spielzeit spielte der Verteidiger für Eyüpspor und wurde dort Zweitligameister. Dort kam er bei 27 Ligapartien zum Einsatz. Das erste Spiel in der Süper Lig im Trikot von Galatasaray erfolgte gegen Adana Demirspor.

### Nationalmannschaft
Metehan Baltacı hat von 2019 bis 2020 für die türkische U-18 gespielt und gab 2022 sein Debüt in der türkischen U-21.

## Erfolge
Eyüpspor
- Zweitligameister: 2024

Galatasaray Istanbul
- Türkischer Meister: 2025
- Türkischer Fußballpokal: 2025